# کالنیچ (اوب)
کالنیچ (به صربی: Kalenić) یک منطقهٔ مسکونی در صربستان است که در Ub Municipality واقع شده‌است. کالنیچ ۱۳٫۸۱ کیلومتر مربع مساحت و ۷۵۹ نفر جمعیت دارد و ۸۷ متر بالاتر از سطح دریا واقع شده‌است.